# Magnetventil
Ein Magnetventil ist ein Ventil, das von einem Elektromagneten betätigt wird. Abhängig von der Bauart können diese Ventile sehr schnell schalten. Magnetventile mit Wegerfassung können als Servoventile betrieben werden. Der Trend in der Industrie geht zu kleinen Betriebsspannungen (24 V DC) und kleinen Leistungen durch Vorsteuerung der Ventile.

## Steuerungsarten
Gemäß ihrer Betriebsart können Ventile in die unten aufgeführten Kategorien eingeteilt werden.

### Direktgesteuerte Ventile
Ventile dieser Bauart nutzen einen Antrieb mit Elektromagnet; der Antrieb ist direkt verbunden mit dem Dichtelement, dem Ventilkolben.
Bei ausgeschaltetem Elektromagnet hält eine Druckfeder das Ventil geschlossen, indem sie den Ventilkolben gegen den Ventilsitz drückt. Die Strömungsrichtung des Mediums durch das Ventil ist bestimmungsgemäß so festgelegt, dass bei geschlossenem Ventil der sich zwischen Zulauf und Auslauf des Ventils aufbauende Differenzdruck den Ventilkolben zusätzlich gegen den Ventilsitz drückt.
Um das Ventil zu öffnen, muss der Kolben allein durch den elektromagnetischen Antrieb vom Ventilsitz abgehoben werden; der Antrieb muss also gegen die Druckfeder und gegen den am Ventilkolben anliegenden Differenzdruck arbeiten.
Die minimale benötigte Kraft des elektromagnetischen Antriebs zum Öffnen des Ventils hängt vor allem ab von der Federkraft, der Ventilsitzgröße und dem maximalen Differenzdruck bei geschlossenem Ventil.

### Vorgesteuerte Ventile

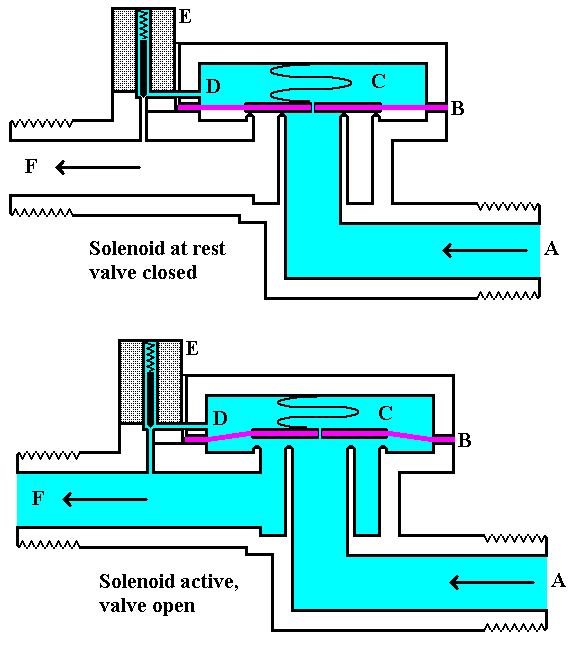
Vorgesteuertes Ventil
A – Eintritt
B – Membran mit Blendenöffnung
C – Druckkammer mit Federvorspannung
D – Druckentlastungskanal
E – Magnetspule
F – Austritt

Ventile dieser Bauart benötigen zum Öffnen und Schließen eine Druckdifferenz des Betriebsdruckes. Der minimal notwendige Druck dafür wird als Mindestdruck im technischen Datenblatt angegeben. Der Antrieb erfüllt hier lediglich eine Vorsteuerfunktion, durch die das Hauptdichtelement (Membrane oder Kolben) entlastet wird. Der Mediumdruck, bzw. die vorhandene Druckdifferenz hebt die Hauptdichtung an. Bei dieser Steuerungsart können mit kleinen Magneten hohe Drücke bei großen Nennweiten gesteuert werden.
Anwendungsbeispiel: Solche vorgesteuerten Ventile kommen in Heizungsthermen zur Anwendung, um den Heißwasserstrom von dem Heizungskreislauf vorübergehend zu einem Warmwasserboiler umzuschalten, um diesen aufzuheizen, z. B. in Junkers älterem Brennwertgerät CL 100.

### Zwangsgesteuerte Ventile
Ventile dieser Bauart sind eine Kombination von vorgesteuerten und direktgesteuerten Ventilen. Sie schalten von 0 bar an und sind auch dort einsetzbar, wo direktgesteuerte Ventile Anwendung finden. Sie werden jedoch über deren Einsatzbereich hinaus mit kleineren Magneten für höhere Drücke und größere Nennweiten geliefert.
Der Antrieb öffnet eine Vorsteuerbohrung und hebt dann direkt, oder unterstützt vom Differenzdruck zwischen Zulauf und Auslauf, das Dichtelement vom Hauptsitz ab. Das Besondere dieser Steuerung ist, dass der Antrieb ohne Unterstützung durch den Differenzdruck zwischen Zulauf und Auslauf das Ventil öffnen und schließen kann.

### Druckgesteuerte Ventile
Ventile dieser Bauart werden durch ein extern eingesetztes Pilotventil gesteuert. Dadurch können diese mit sauberem Steuermedium hohe Temperaturen, große Drücke, verschmutzte Medien, aggressive Betriebsmittel usw. gesteuert werden.